# Под горой (фильм)
«Под горой» (англ. Under the Mountain) — новозеландский фантастический фильм 2009 года, основанный на одноимённом романе 1979 года новозеландского автора Мориса Джи.

## Сюжет
Двое близнецов-подростков Рэйчел и Тео едут в Окленд, чтобы остаться с родственниками после внезапной смерти их матери. Там, где когда-то между ними существовала психическая связь, сейчас возникает отчуждение, в частности, Тео отказывается противостоять своему горе. Рейчел тянется к нему, но получает отказ. Находясь вместе с тётей Кей и дядей Клиффом на озере Пупуке, близнецы очарованы вулканическим озером и запахом, который, кажется, исходит от жуткого старого дома Уилберфорс вокруг берега. Они посещают гору Иден, где Тео видит мистера Джонса, странного старика, из рук которого, кажется, пылает огонь. Когда кажется, что за близнецами наблюдают — и что сила Уилбера может чувствовать их запах — Тео решает исследовать дом Уилбера. Теперь судьба человечества зависит от них. Смогут ли они справиться и найти взаимопонимание?

## Персонажи
По мотивам оригинального романа Мориса Джи:
Рэйчел и Тео Мэтисон — два, казалось бы, обычных братских близнеца, которые жили в сельском новозеландском городке. Однажды, когда им было три года, они ушли из дома. Пока поисковая группа пыталась их найти, их встретил загадочный мистер Джонс, который телекинетически согревал их холодным вечером, пока их не нашли. В последующие годы они обнаружили, что имеют общую телепатическую связь и могут читать мысли друг друга. Встретившись с мистером Джонсом снова, восемь лет спустя, он раскрывает причину своего интереса к близнецам и их важную роль в его плане по спасению мира от Уилберфорсов.
Мистер Джонс — последний выживший член доброжелательной инопланетной расы. Его истинная форма — это, по сути, живое пламя: теплое, блестящее и без определённой формы. Однако, на Земле, он принимает форму доброго старика. Как он объясняет Рэйчел и Тео, его раса была известна как «Люди, которые понимают» и разработала технологию, основанную на их мощных телепатических способностях. Мистер Джонс обладает способностью телепортироваться, телепатически общаться и излучать мощные лучи света от своего физического я. Он отправился на Землю со своим близнецом с намерением найти и остановить Уилберфорс. Его близнец не пережил путешествие на Землю. С тех пор мистер Джонс искал близнецов, чьи умы телепатически связаны, чтобы завершить работу, которую он и его старший коллега начали.

## В ролях
| Персонажи         | Актёр                |
| ----------------- | -------------------- |
| Тэо               | Том Камерон          |
| Рейчел            | Софи МакБрайд        |
| Мистер Уилберфорс | Оливер Драйвер       |
| Клементин         | Челси МакЭван-Миллер |
| Рикки             | Леон Уэдэм           |
| Ричард Мэтисон    | Брюс Хопкинс         |
| Детектив Грэй     | Нэтаниэл Лис         |
| Йохан / Ленарт    | Нэйтан Майстер       |
| Констебль Грин    | Колин Мой            |
| Констебль Вуд     | Мадлен Сами          |

## Примечание
1. ↑  Lionsgate Goes Under the Mountain in August. Дата обращения: 9 ноября 2019. Архивировано 27 апреля 2014 года.